# 合田葵
合田 葵（ごうだ あおい、1994年8月7日 - ）は、日本の男性声優。山口県出身。81プロデュース所属。

## 略歴
かつてはDavinciのドラム担当として、山口県を拠点にバンド活動をしていたが、その後に活動を辞退し、本格的に声優業を目指すようになった。小学5年生の頃に見ていた『交響詩篇エウレカセブン』から、初めてアニメの世界観に引きずり込まれ、声優が画面の中で生きていたことをすごいと子供ながらに思っていたと語っている。
2017年、第11回81オーディションで優秀賞、サミー賞を受賞。その後、81ACTOR'S STUDIOを経て、2019年4月1日より81プロデュースに所属。

## 人物
趣味・特技として、歌、音楽鑑賞、読書、ドラム、ボイスパーカッションをそれぞれ挙げている。方言は山口弁。

## 出演
太字はメインキャラクター。

### テレビアニメ
2020年
- SHOW BY ROCK!! ましゅまいれっしゅ!!（観客）
- 22/7（スタッフ、観客）
- アルゴナビス from BanG Dream!（街の人、観客）

2021年
- IDOLY PRIDE（観客B、男性記者A）
- ひげを剃る。そして女子高生を拾う。（周囲の人々）
- プラオレ!〜PRIDE OF ORANGE〜（男子生徒）
- ワッチャプリマジ!（スタッフ②）
- うたわれるもの 二人の白皇（民）

2023年
- MIX MEISEI STORY 2ND SEASON 〜二度目の夏、空の向こうへ〜（部員A、古城）

2024年
- HIGH CARD（運転手）
- BEYBLADE X（アマチュアブレーダー、観客）
- 夜のクラゲは泳げない（生徒）

2025年
- アオのハコ

### 劇場アニメ
- 思い、思われ、ふり、ふられ（2020年）
- 映画 えんとつ町のプペル（2020年、町人）

### OVA
- ストライク・ザ・ブラッド IV（2020年、生徒）

### Webアニメ
- モンポケ ショートアニメ（2025年、ドーブル、ゲンガー）

### ゲーム
- クロスクロニクル（2019年、髑髏将軍、フランケン、ネオン）
- メギド72（2022年 - 2023年、ヴリトラ[6]）

### デジタルコミック
- Bite Maker 〜王様のΩ〜（2021年、ヒロ、右近[7]）
- 兄貴の友達（2021年、田中隼人)
- 高良くんと天城くん（2021年、田中隼人)
- 二度目の異世界、少年だった彼は年上騎士になり溺愛してくる（2022年、カーティス[8]）
- 勇者の俺様が魔導士なんかに!（2023年、アレック[9]）

### オーディオブック
- 人生（2019年）[10]
- 初恋芸人[11]（2020年、須藤雄太[12]）
- 七星のスバル（2020年、田茂 ほか）
- 撃戦魔法士（2020年、早乙女龍之介[13]）
- 世界最強の魔王ですが誰も討伐しにきてくれないので、勇者育成機関に潜入することにしました。2（2020年、男性モブ）[14][15]
- 先日助けていただいたNPCです ～年上な奴隷エルフの恩返し～（2021年、男性モブ[16]）

### ドラマCD
- THE IDOLM@STER MILLION THE@TER WAVE 06 花咲夜（2020年、男性客）
- THE IDOLM@STER MILLION C@STING 01 解夏傀儡（2023年、村の人々）

### 吹き替え

#### ドラマ
- グランド・アーミー
- Julie and the Phantoms（ルーク）
- デュードが僕を強くした
- 未来の大統領の日記（ライアン）

#### アニメ
- アイドルプリンセス★ロリロック （2025年）